# Maximilienne Guyon

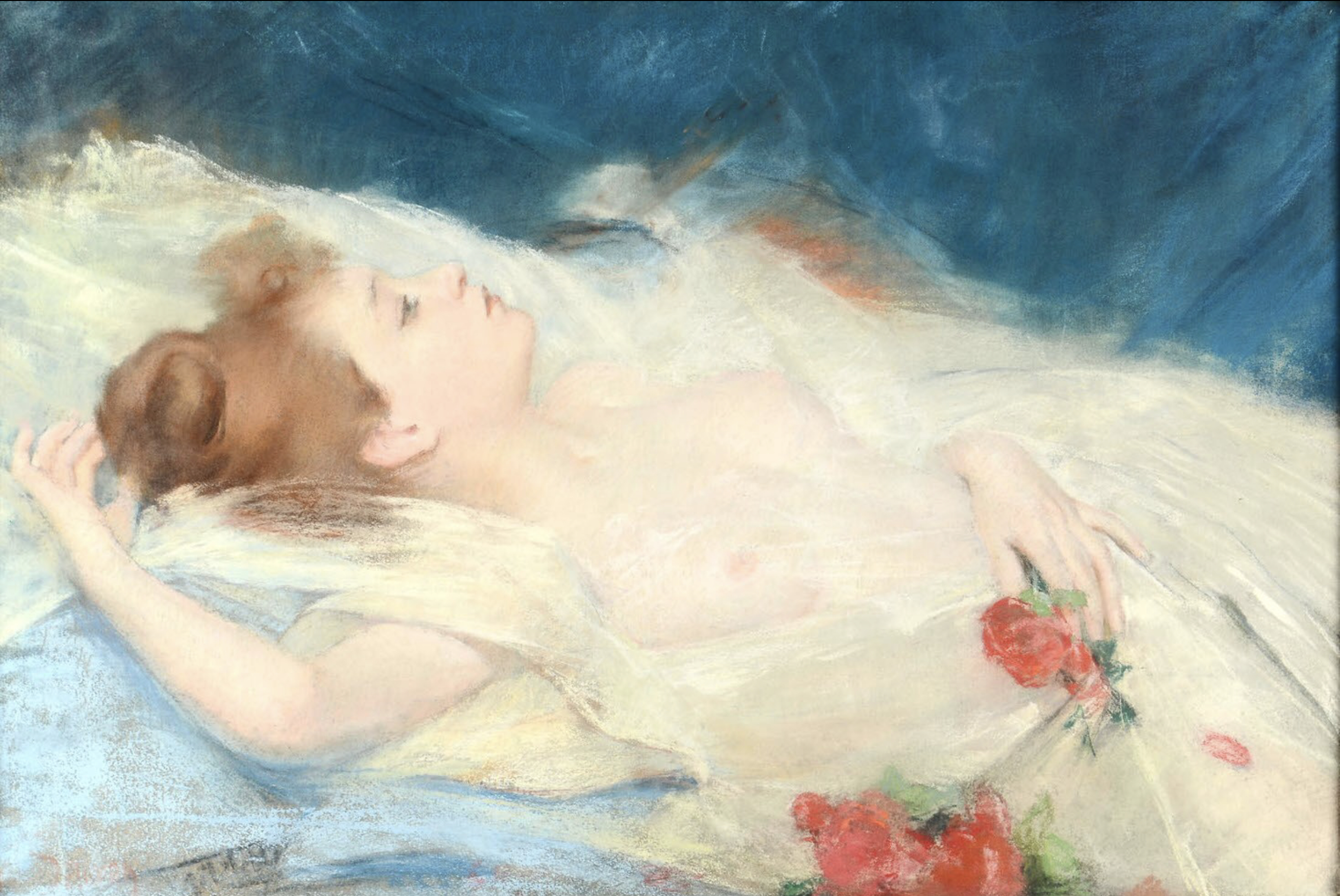
Femme nue in pastello su tela

Maximilienne Marie Annette Guyon (Parigi, 24 maggio 1868 – Neuilly-sur-Seine, dicembre 1903) è stata una pittrice e illustratrice francese.

## Biografia

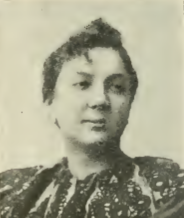
Maximilienne Guyon (foto di Pierre Petit)

Allieva dell'Académie Julian, Maximilienne Guyon segue i corsi dei pittori Gustave Boulanger, Jules Lefebvre e Tony Robert-Fleury e in seguito anche lei diventa insegnante. Si lega alla principessa Matilde Bonaparte, ammiratrice dei suoi acquerelli.
Il suo lavoro di pittrice è notato al Salon deal 1888 e quell'anno, nell'ambito della "Mostra in bianco e nero", riceve la medaglia d'oro per i pastelli. Nel 1889 riceve la medaglia d'argento all'Esposizione Mondiale e inoltre le viene assegnata una borsa di studio.
Maximilienne Guyon fa parte della delegazione di artiste francesi presenti all'Esposizione Universale del 1893 a Chicago, riunite nella Woman's Building.
Numerosi suoi disegni vengono incisi per illustrare Le Petit Piano,  journal de lecture musicale supplemento de La Mode illustrée (1894).
Dal 1895 al 1898 ha pubblicato delle incisioni su Le Monde illustré e collabora anche con Soleil du dimanche e con L'Illustration nei numeri di Natale 1894 e 1897.
"Maris Stella " è riprodotta in L'Estampe moderne del (Dallas, Museum of Art), e ha realizzato anche manifesti e illustrazioni per libri.
Il suo studio era situato al nº82 di Boulevard Bineau a Neuilly-sur-Seine, venduto all'asta in gennaio 1904.
Maximilienne Guyon si è sposata con il pittore Georges Charles Albert Goepp dal quale ha avuto un figlio, Albert Olivier Maxime Goepp.

## Manifesti
- Rhum des Ilets supérieur à tous les autres, litografia, Parigi, Fratelli Courmont, 1897 - su Gallica.
- Byrrh concorso di manifesti.

## Libri illustrati

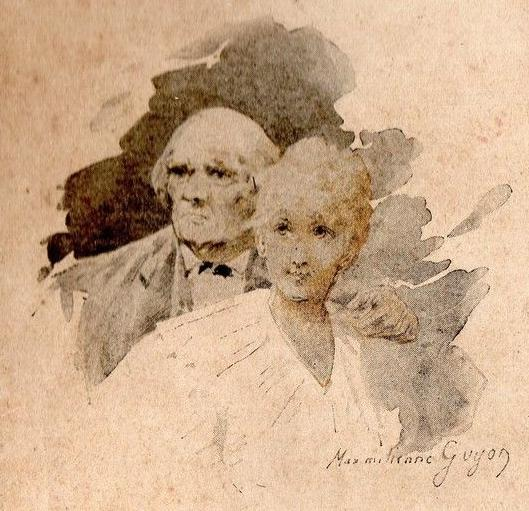
Illustrazione per la copertina di Yan di Jean Rameau (1895).

- Jean Rameau, Yan, 24 disegni, Parigi, Paul Ollendorff, 1895 - su Gallica.
- André Theuriet, Années de printemps, Parigi, Paul Ollendorff, 1896.
- (en) Work of Honoré de Balzac, «Centenary Edition», illustrazioni di Jules Girardet e M. Guyon, 34 volumi, Boston, Little Brown, 1905.

## Dipinti

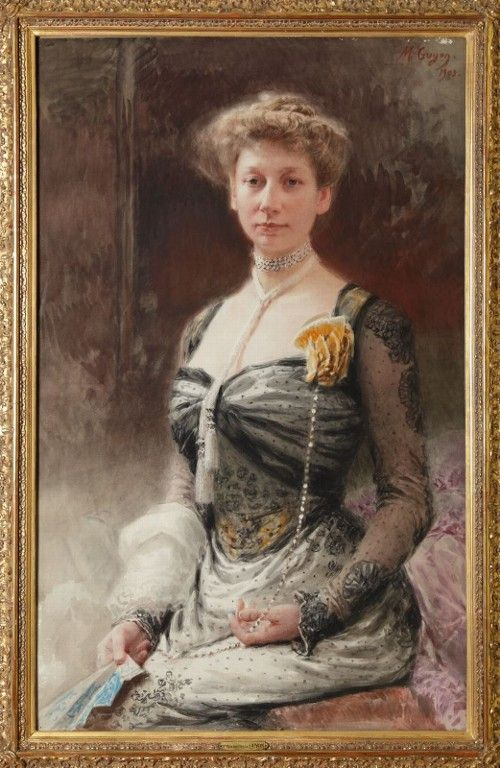
Portrait de Madam d'Hauterive, née Dumas, Museo Alexandre-Dumas de Villers-Cotterêts.

- 1888 - La Violoniste, olio su tela, 220 x 135 cm;[7]
- 1889: Pierrot, presentato al Salon;
- 1896: La Diseuse de bonne aventure;[8]
- 1899: Une Rupture, olio su tela, 280 x 200 cm, Salon del 1899;
- 1903: Portrait di Madam d'Hauterive, née Dumas, 101 x 64 cm, pastel, aquarelle, musée Alexandre-Dumas de Villers-Cotterêts;
- (senza data) - Les Ramendeuses;
- (senza data) Jeune Fille accoudée, olio su tela, 82 x 65 cm, Collezione Rothschild, Museo municipale de La Roche-sur-Yon;
- (senza data)  femme nue pastello su tela